# Olunt
Olunt, Ólous o Olus (en grec antic: Ὄλους o Ὄλουλις) és una antiga ciutat de Creta (Grècia), actualment submergida, situada prop de l'actual Elounda. Segons la transcripció literal del grec la grafia seria Ólous, però d'acord amb l'evolució del grec modern es pot catalanitzar com a Olunt; en llatí s'anomenava Olus, -untis.